# Марковський Леонід Миколайович
Леонід Миколайович Марковський (21 листопада 1939, Гродеково — 3 лютого 1998, Київ) — український радянський хімік-органік, спеціаліст в галузі елементоорганічної хімії. Директор Інституту органічної хімії АН УРСР (1983—1998).

## Біографія

Могила Леоніда Марковського

Погруддя Леоніда Марковського на території Інституту органічної хімії у Києві

Народився в селищі Гродеково Уссурійської області Приморського краю (РРСФР). У 1961 році закінчив Львівський політехнічний інститут.
З 1963 року — аспірант Інституту органічної хімії АН УРСР, з 1967 року — кандидат хімічних наук, з 1969 року — старший науковий співробітник, а з 1973 року — завідувач відділу хімії антипіренів (тепер відділ хімії фосфоранів), водночас заступник директора Інституту з наукової роботи, доктор хімічних наук (1974), професор (1976).
Член-кореспондент АН УРСР (1978), академік АН УРСР (1983), директор Інституту (1983—1998).
Помер на 59-му році життя 3 лютого 1998 року. Похований в Києві на Байковому кладовищі (ділянка № 49а, 50°24′59.6″ пн. ш. 30°30′5.02″ сх. д. / 50.416556° пн. ш. 30.5013944° сх. д.).

## Наукова робота
Виконав фундаментальні дослідження з хімії органічних сполук фосфору, сірки, селену, телуру, фтору, хімії стабільних радикалів, супрамолекулярної хімії, хімії і технології антипіренів та термостабілізаторів полімерних композицій.
Розробив вогнестійкі композиції для ракетно-космічної техніки (1984) і еластичні вогнестійкі поліуретани різноманітного призначення (1994).
Підготував 5 докторів та 29 кандидатів хімічних наук. Автор 585 наукових праць.

## Нагороди
Нагороджений орденом «Знак Пошани» (1986). Лауреат Державної премії України в галузі науки і техніки (1991) за цикл робіт «Макроциклічні сполуки: синтез, структура, властивості».